# Cyrix Cx486SLC

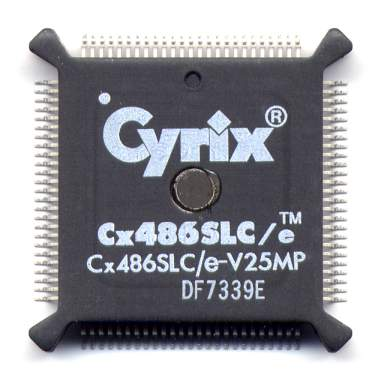
Cyrix Cx486SLC/e

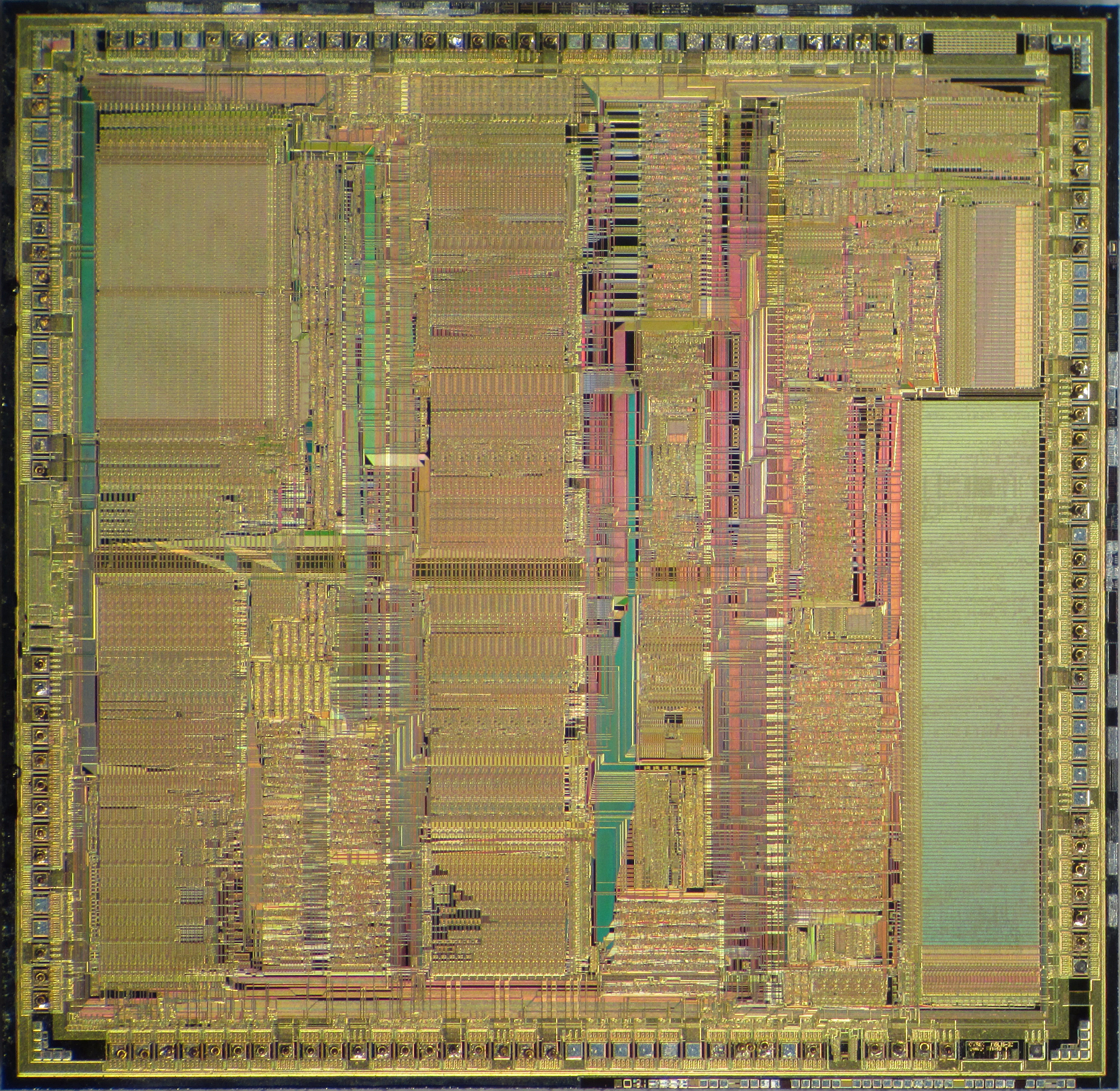
Die eines TI TX486SLC

Die Cyrix Cx486SLC war die erste vollwertige CPU von Cyrix, vorher hatte die Firma mathematische Koprozessoren verkauft, die mit den Koprozessoren von Intel konkurrierten.
Der 486SLC war als Einsteiger-CPU konzipiert, die mit Intels i386 und i486SX konkurrieren sollte. Die Firma Texas Instruments, die den Chip für Cyrix fertigte, verkaufte den Cx486SLC auch unter eigenem Namen als 486SXLC. Diese CPU besaß aber 8 KiB L1-Cache statt nur 1 KiB. Die ähnlich benannten Chips von IBM (IBM 486SLC) waren mit dem Cyrix-Design jedoch nicht verwandt.

## Technisches
Die CPU wurde im Mai 1992 eingeführt und war – wie später beispielsweise auch der Cyrix 5x86 – eine hybride CPU: Sie verfügte über Eigenschaften eines moderneren Prozessordesigns (in diesem Falle des 80486), das Chip-Gehäuse hatte aber die Anschlussbelegung – das sogenannte Pinout – der Vorgängergeneration, hier das des i386SX. Die CPUs takteten mit 25, 33 und 40 MHz, bei 40 MHz zeigten sich auf einigen Betriebssystemen aber Instabilitäten.
Der 486SLC kann als i386SX mit einem abgespeckten 80486-Befehlssatz und zusätzlichen 1 KiB L1-Cache beschrieben werden. Vom 80386SX wurde die Anschlussbelegung und somit auch der 16 Bit breite Datenbus und der auf 16 MiB beschränkte physikalische Adressraum übernommen. Wie der i386SX und 80486SX verfügte der 486SLC nicht über einen eingebauten mathematischen Koprozessor, man konnte aber – im Gegensatz zum 80486SX – die mathematischen Koprozessoren des i386SX, etwa den i387SX oder einen dazu kompatiblen mathematischen Koprozessor nutzen. Aufgrund des älteren und leistungsschwächeren Businterface und des kleineren L1-Caches war die Leistung der CPU nicht mit der Leistung des i486SX vergleichbar, gegenüber dem 80386SX ergab sich aber ein gewaltiger Performance-Schub, der viele Hersteller dazu animierte, ihre alten 386SX-Mainboard-Designs mit dieser neuen CPU aufzurüsten und als Billigangebote unter einer 486er-Bezeichnung auf den Markt zu bringen – eine Strategie, die von Anwendern und der Fachpresse oft auch als Etikettenschwindel angeprangert wurde.
Der 486SLC wurde deshalb auch primär in Sonderangeboten oder zur Aufrüstung betagter Rechner eingesetzt. Da er darüber hinaus wenig Strom verbrauchte, kam er auch in Laptops zum Einsatz, deren Technik – vergleichbar zu Desktop-Rechnern mit dieser CPU – häufig noch aus der i386SX-Ära stammte.
Dieser Prozessor ist noch in einfachen NAS-Systemen wie beispielsweise im(baugleich mit Fibrionic PE-4088 oder Airlive 6500 FS) in Verwendung.

## Cx486SRx²
Da Cyrix wegen der sinkenden Preise der i486-Prozessoren unter Druck kam und sich der Cx486SLC immer schlechter verkaufte, brachte man im September 1993 mit dem Cx486SRx² eine verbesserte Version des Cx486SLC auf den Markt. Diese CPU lief nun intern ähnlich wie der i486DX2 mit der doppelten Taktfrequenz. Damit waren nun Taktraten bis 66 MHz möglich. Diese CPU wurde deshalb meistens zum Aufrüsten älterer 80386-PCs benutzt.

## Modelldaten

### Cx486SLC
- Codename:

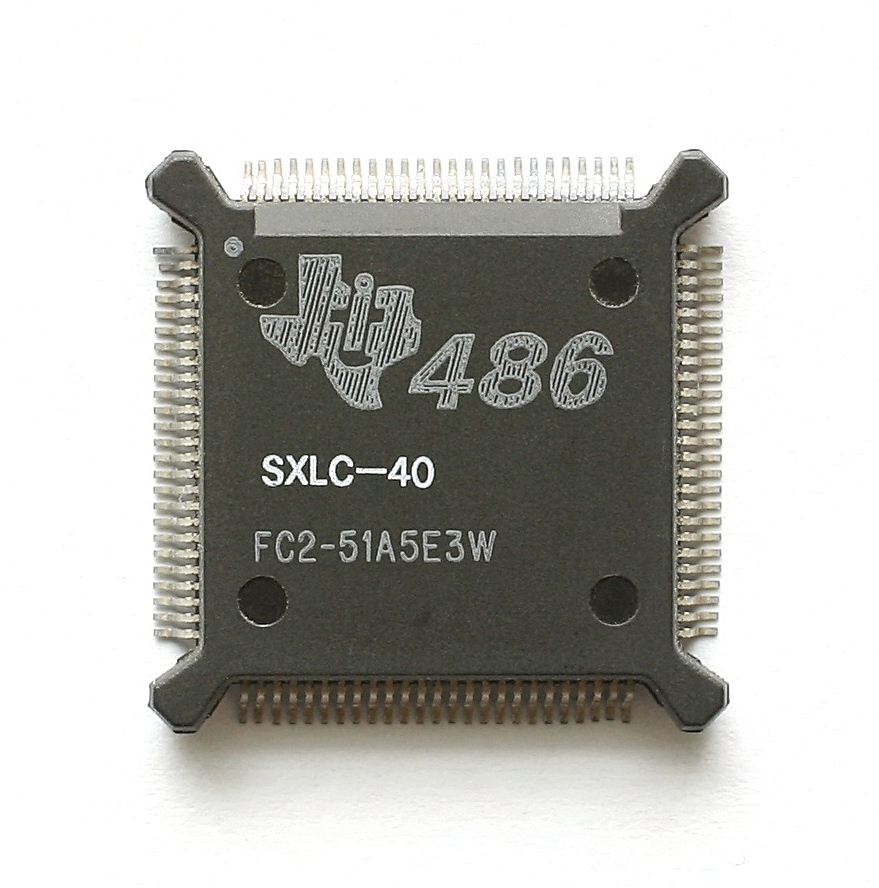
Texas Instruments 486SXLC mit 8 KiB Cache.

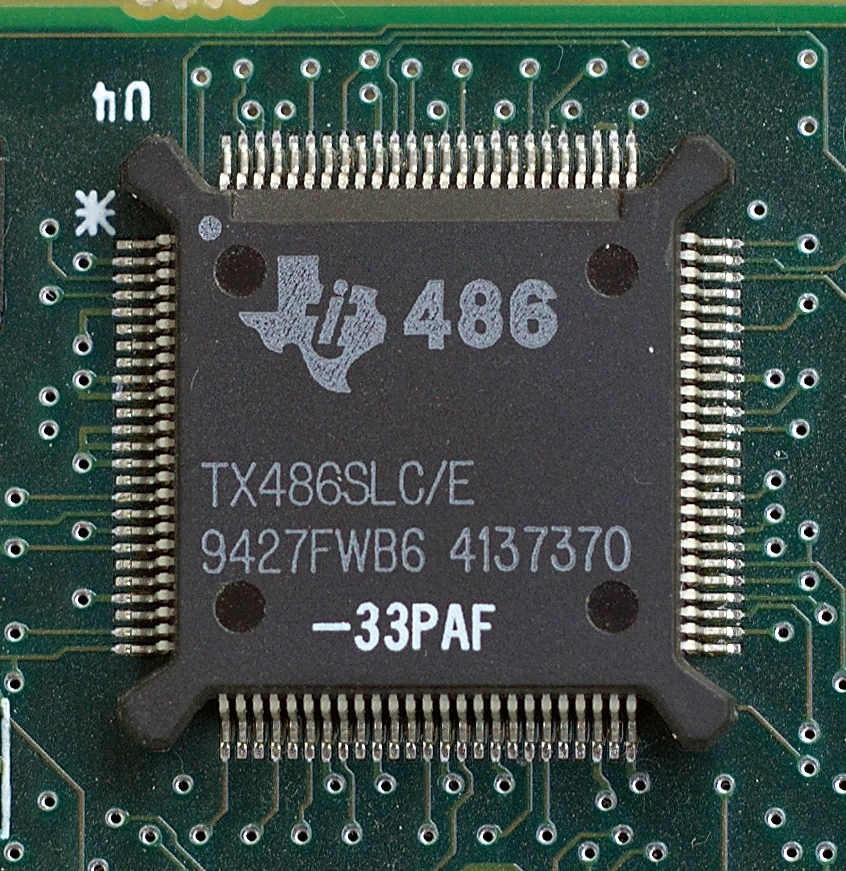
Texas Instruments TX486SLC/E.

- Verkauft als: Cyrix Cx486SLC & Texas Instruments TX486SLC beziehungsweise 486SXLC.
- L1-Cache: 1 KiB, unified (8 KiB beim 486SXLC)
- L2-Cache: abhängig von verwendeter Hauptplatine bzw. Chipsatz
- Sockel für 80386 CPUs mit einem Front Side Bus von 16 bis 33 MHz
- der Cx486SLC/e ist eine Low-Power-Version
- der Cx486SLC/e-V ist eine Low-Power- und Low-Voltage-Version
- Betriebsspannung (VCore):
  - Cx486SLC: 5 V
  - Cx486SLC/e: 5 V
  - Cx486SLC/e-V: 3,3 V
- Erscheinungsdatum: 1992
- Fertigungstechnik: 0,8 µm, CMOS
- Die-Größe: 108 mm² bei 0,6 Millionen Transistoren
- Taktraten: 20, 25, 33 und 40 MHz

### Cx486SRx²
- Codename:
- Verkauft als: Cyrix Cx486SRx²
- Erscheinungsdatum: September 1993
- L1-Cache: 1 KiB (unified)
- L2-Cache: abhängig vom verwendeten Mainboard bzw. Chipsatz
- Upgrade für 80286, 80386SX und Cx486SLC CPUs mit einem Front Side Bus von 16, 20 und 25 MHz
- Betriebsspannung (VCore): 3,3 V
- Betriebsspannung (I/O): 5 V
- Fertigungstechnik: ?
- Die-Größe: ? mm² bei 0,6 Millionen Transistoren
- Gehäuse: PQFP-100
- Taktraten: 33, 40 und 50 MHz